# کم‌اسپایدر
کِم‌اسپایدر یا عنکبوت شیمی (به انگلیسی: ChemSpider) نام پایگاه داده آزاد مرتبط با شیمی است. مالکیت این پایگاه متعلق به جامعه سلطنتی شیمی است.

## پایگاه داده
این پایگاه شامل اطلاعات در مورد بیش از ۲۶ میلیون مولکول از ۴۰۰ منبع است.